# Apt.
Apt. ist ein Lied der südkoreanisch-neuseeländischen K-Pop-Sängerin Rosé aus dem Jahr 2024, in Zusammenarbeit mit dem US-amerikanischen Sänger Bruno Mars.

## Entstehung und Veröffentlichung
Das Lied wurde von den beiden Interpreten selbst geschrieben, zusammen mit den Koautoren Amy Allen, Philip Brody, Rogét Chahayed, Omer Fedi, Șerban Ghenea, Theron Thomas (R. City) und Henry Walter (Cirkut). Das Lied basiert unter anderem auf einem Sample zu Toni Basils Mickey, wodurch die beiden Autoren Michael Chapman (Mike Chapman) und Nicholas Chinn (Nicky Chinn) ebenfalls Urheber des Liedes sind. Die Autoren Chahayed, Cirkut, Fedi und Mars zeichneten darüber hinaus auch für die Produktion verantwortlich.
Die Erstveröffentlichung von Apt. erfolgte als Single am 17. Oktober 2024 bei Atlantic Records. Diese erschien als digitaler Einzeltrack zum Download und Streaming (Katalognummer: 075679628312). Am 6. Dezember 2024 erschien das Lied als Teil von Rosés erstem Studioalbum Rosie (Katalognummer: 075678603334), dessen erste Singleauskopplung es ist.

## Inhalt
Das Lied erzählt aus der Sicht der Interpreten selbst, wie das weibliche lyrische Ich versucht, mit seinem männlichen Gegenstück sexuell in Kontakt zu treten, während das männliche lyrische Ich mit Trink-/Tanzeinlagen auf sich aufmerksam machen möchte. Die Protagonisten stellen also das typische Mann-und-Frau-Verhältnis im erotischen Rahmen zur Schau:

“Don’t you want me like I want you, baby?

Don’t you need me like I need you now?

Sleep tomorrow, but tonight, go crazy

All you gotta do is just meet me at the…”

## Kommerzieller Erfolg

### Chartplatzierungen
Apt. avancierte weltweit in diversen Ländern zum Nummer-eins-Hit, darunter Australien, Belgien-Wallonien, Deutschland, Neuseeland, Österreich, der Schweiz oder auch Südkorea. Im deutschsprachigen Raum erreichte das Lied zunächst im November 2024 Top-10-Platzierungen, konnte sich aber nach der Weihnachtsperiode 2024/25 im Januar 2025 an der Chartspitze platzieren. Darüber hinaus debütierte Apt. auf Platz vier der britischen Charts und markierte damit die höchste Platzierung für einen K-Pop-Künstler in den Charts, ihre Höchstplatzierung erreichte die Single letztendlich mit dem zweiten Rang. In den US-amerikanischen Billboard Hot 100 erreichte Apt. mit Rang drei seine beste Platzierung, wobei Rosé es als erste weibliche K-Pop-Künstlerin in die Top 10 schaffte.
Während die südkoreanisch-neuseeländische Künstlerin Rosé ihre erste Nummer-eins-Platzierung als Interpretin in Deutschland erzielt, ist es für Mars nach Grenade (Februar 2011) die zweite. Als Autor ist es für Mars nach Wavin’ Flag (Mai 2010) und Grenade bereits der dritte Nummer-eins-Hit in Deutschland. Für das Autorenduo Mike Chapman und Nicky Chinn ist es der elfte Nummer-eins-Hit in Deutschland, der erste seit 48 Jahren. Zuletzt belegte deren Autorenbeteiligung Lay Back in the Arms of Someone (Smokie) im Juni 1977 Platz eins.
| ChartsChartplatzierungen       | Höchstplatzierung | Wochen |
| ------------------------------ | ----------------- | ------ |
| Australien (ARIA)              | 1 (… Wo.)         | …      |
| Deutschland (GfK)              | 1 (… Wo.)         | …      |
| Neuseeland (RMNZ)              | 1 (… Wo.)         | …      |
| Österreich (Ö3)                | 1 (… Wo.)         | …      |
| Schweiz (IFPI)                 | 1 (… Wo.)         | …      |
| Südkorea (KMCA)                | 1 (… Wo.)         | …      |
| Vereinigte Staaten (Billboard) | 3 (… Wo.)         | …      |
| Vereinigtes Königreich (OCC)   | 2 (… Wo.)         | …      |

| ChartsJahrescharts (2024) | Platzierung |
| ------------------------- | ----------- |
| Österreich (Ö3)           | 61          |
| Schweiz (IFPI)            | 97          |
| Südkorea (KMCA)           | 25          |

### Auszeichnungen für Musikverkäufe
| Land/Region                  | Auszeichnungen für Musikverkäufe (Land/Region, Auszeichnung, Verkäufe) | Verkäufe  |
| ---------------------------- | ---------------------------------------------------------------------- | --------- |
| Australien (ARIA)            | 8× Platin                                                              | 560.000   |
| Dänemark (IFPI)              | Platin                                                                 | 90.000    |
| Deutschland (BVMI)           | Gold                                                                   | 300.000   |
| Frankreich (SNEP)            | Diamant                                                                | 333.333   |
| Italien (FIMI)               | Platin                                                                 | 200.000   |
| Japan (RIAJ)                 | Gold                                                                   | 100.000   |
| Kanada (MC)                  | 5× Platin                                                              | 400.000   |
| Neuseeland (RMNZ)            | 3× Platin                                                              | 90.000    |
| Österreich (IFPI)            | Platin                                                                 | 30.000    |
| Polen (ZPAV)                 | 3× Platin                                                              | 375.000   |
| Portugal (AFP)               | 4× Platin                                                              | 40.000    |
| Schweiz (IFPI)               | 2× Platin                                                              | 60.000    |
| Spanien (Promusicae)         | 2× Platin                                                              | 120.000   |
| Vereinigte Staaten (RIAA)    | Platin                                                                 | 1.000.000 |
| Vereinigtes Königreich (BPI) | 2× Platin                                                              | 1.200.000 |
| Insgesamt                    | 2× Gold · 33× Platin · 1× Diamant ·                                    | 4.898.333 |

Hauptartikel: Bruno Mars/Auszeichnungen für Musikverkäufe

### Auszeichnungen für Streaming
| Land/Region     | Auszeichnungen für Musikverkäufe (Land/Region, Auszeichnung, Verkäufe) | Verkäufe    |
| --------------- | ---------------------------------------------------------------------- | ----------- |
| Japan (RIAJ)    | 2× Platin                                                              | 200.000.000 |
| Südkorea (KMCA) | Platin                                                                 | 100.000.000 |
| Insgesamt       | 3× Platin ·                                                            | 300.000.000 |

Hauptartikel: Bruno Mars/Auszeichnungen für Musikverkäufe